# Club Deportivo Orellanense Fútbol Club
El Orellanense Fútbol Club, también conocido como Orellanense, es un equipo de fútbol profesional de la ciudad de Orellana, Provincia de Orellana, Ecuador. Fue fundado el 12 de noviembre de 2018. Actualmente juega en la Segunda Categoría del fútbol ecuatoriano.
Está afiliado a la Asociación de Fútbol Profesional de Orellana.

## Historia
La Escuela Formativa Orellanense nace en el mes de enero del año 2013 con la integración inicial de 40 niños, niñas y jóvenes realizando los entrenamientos en la cancha de fútbol del barrio El Moretal de la ciudad del Coca, el primer uniforme utilizado fue de color fucsia con naranja, para el año 2016 la escuela contaba con más de 150 niños, niñas y jóvenes inscritos y actualmente más de 300 a nivel provincial.
Club Deportivo Especializado Formativo Orellanense Fútbol Club se forma en 2018 a partir del éxito conseguido por la escuela, por iniciativa de su presidente, Darwin Valladolid. Se constituye como un club formativo, con el propósito de forjar el talento de los jóvenes de la provincia de Orellana.